# Dipterocarpus validus
Dipterocarpus validus là một loài thực vật có hoa trong họ Dầu. Loài này được Blume mô tả khoa học đầu tiên năm 1856.